# Zalipais lissa
Zalipais lissa är en snäckart som först beskrevs av Suter 1908.  Zalipais lissa ingår i släktet Zalipais och familjen Skeneidae. Inga underarter finns listade i Catalogue of Life.